# Шамкір
Шамкір (азерб. Şəmkir) — місто в Азербайджані, адміністративний центр Шамкірського району. Розташований в північних передгір'ях Малого Кавказу, на берегах річки Джагирчай на автодорозі Тбілісі — Евлах, в 4 км від залізничної станції Далляр.
Згідно з переписом населення в 1989 році в Шамкорі проживало 27 917 жителів, в 2002 році — 35 тисяч жителів, а в 2012 році — 67 668 жителів.

## Історія
Місто відоме з V століття як Шамкур — великий торговий та ремісничий центр Персії. В 652 році був взятий арабськими військами. В 737 році в Шамкирі були поселені хозари після походу арабського воєначальника Мервана на Волгу. В 752 році місто було зруйноване савірами, які жили поблизу та виступили проти арабів.
В 854 році у відбудованому місті знайшли притулок хозари-мусульмани. Пізніше місто знаходилося під владою емірів Гянджи з курдської династії Шеддадідів. В ХІІ — початку ХІІІ століть деякий час входив до складу Грузинського царства. В 1195 році поблизу міста полководці грузинської цариці Тамари розбили війська Абу-Бекра з сельджуцької династії Ільдегізидів. В 1235 році Шамкир був зруйнований військами монгольського нойона Молара.
З початку XVI століття до початку ХІХ влада правителів (хакімів) Шамшира була в руках спадкових володарів кизилбашського племені шамсадінлу-зулкадар. Під час військових дій проти Гянджинського ханства Шамкір в 1803 році був зайнятий російськими військами та приєднаний до Російської імперії.